# Rothschild (Wisconsin)
Rothschild és una població dels Estats Units a l'estat de Wisconsin. Segons el cens del 2000 tenia 4.970 habitants.

## Demografia
Segons el cens del 2000, Rothschild tenia 4.970 habitants, 1.922 habitatges, i 1.406 famílies. La densitat de població era de 294,8 habitants per km².
Dels 1.922 habitatges en un 34,5% hi vivien nens de menys de 18 anys, en un 62,7% hi vivien parelles casades, en un 7,5% dones solteres, i en un 26,8% no eren unitats familiars. En el 21,9% dels habitatges hi vivien persones soles el 8,7% de les quals corresponia a persones de 65 anys o més que vivien soles. El nombre mitjà de persones vivint en cada habitatge era de 2,56 i el nombre mitjà de persones que vivien en cada família era de 3,01.
Per edats la població es repartia de la següent manera: un 26,4% tenia menys de 18 anys, un 6,8% entre 18 i 24, un 28,8% entre 25 i 44, un 25,6% de 45 a 60 i un 12,4% 65 anys o més.
L'edat mediana era de 38 anys. Per cada 100 dones de 18 o més anys hi havia 94,9 homes.
La renda mediana per habitatge era de 50.543 $ i la renda mediana per família de 58.149 $. Els homes tenien una renda mediana de 37.468 $ mentre que les dones 25.439 $. La renda per capita de la població era de 22.236 $. Aproximadament el 2,6% de les famílies i el 4% de la població estaven per davall del llindar de pobresa.

## Poblacions més properes
El següent diagrama mostra les poblacions més properes.